# (4783) Wasson
(4783) Wasson es un asteroide perteneciente al cinturón de asteroides, descubierto el 12 de enero de 1983 por Carolyn Shoemaker desde el Observatorio del Monte Palomar, Estados Unidos.

## Designación y nombre
Designado provisionalmente como 1983 AH1. Fue nombrado Wasson en honor al cosmoquímico estadounidense John T. Wasson, que también ejerce de profesor de la Universidad de California en Los Ángeles. Wasson es el principal investigador de la química de los meteoritos de hierro y desarrolló el sistema de clasificación de productos químicos para planchas, ahora de uso general.

## Características orbitales
Wasson está situado a una distancia media del Sol de 2,554 ua, pudiendo alejarse hasta 3,079 ua y acercarse hasta 2,029 ua. Su excentricidad es 0,205 y la inclinación orbital 16,56 grados. Emplea 1491 días en completar una órbita alrededor del Sol.

## Características físicas
La magnitud absoluta de Wasson es 13,5. Tiene 7,211 km de diámetro y su albedo se estima en 0,132.